# Трясина (фильм, 1977)
«Трясина» — художественный фильм, снятый в 1977 году режиссёром Григорием Чухраем.

## Сюжет
Действие происходит в годы Великой Отечественной войны. У крестьянки Матрёны Быстровой на фронте убили мужа и старший сын пропал без вести. Младший сын уцелел при бомбардировке поезда, в котором был отправлен на фронт. Матрёна решает любой ценой его спасти и укрывает на чердаке дома.
Желая уберечь младшего сына, Матрёна обрекает его на духовную гибель, а себя — на затворничество и муки совести.

## История создания
По мнению советских властей, фильм затронул нетипичные для истории Великой Отечественной войны проблемы (рабочее название картины — «Нетипичная история»). Начальник Главного политического управления Советской армии генерал армии А. А. Епишев усмотрел в ней опорочивание памяти погибших на войне. Фильм был перемонтирован, из него были вырезаны сцены, раздражавшие цензоров, но в итоге картина так и не была допущена к показу и легла «на полку» до конца 1978 года..
Премьера картины «Трясина» состоялась 29 октября 1978 года. В прокат лента вышла 21 ноября 1978 года.

## В ролях
- Нонна Мордюкова — Матрёна Быстрова
- Вадим Спиридонов — Степан, старший сын Матрёны
- Андрей Николаев — Митя, младший сын Матрёны
- Валентина Теличкина — Нина, невеста Степана
- Валерий Носик — Гриша, почтальон
- Владимир Гусев — Миша, лейтенант
- Галина Микеладзе — Катя
- Аркадий Смирнов — Корнаков
- Вера Кузнецова — Корнакова
- Николай Дупак — Илья Захарович, председатель колхоза
- Иван Рыжов — поп
- Валентина Ушакова — Мария
- Ирина Кораблёва — Таня
- Нина Агапова — Фаина, продавщица
- Владимир Басов — Петя Корнаков
- Вера Бурлакова — жительница деревни
- Мария Виноградова — старуха в доме у попа
- Лидия Драновская — жительница деревни
- Станислав Коренев — секретарь комитета партии из города
- Владимир Заманский — военком
- Лариса Кронберг — жительница деревни
- Светлана Жгун — жительница деревни
- Антонина Максимова — жительница деревни
- Владимир Пицек — Бычков, водитель грузовика
- Сергей Подгорный — Серёжка Семёнов
- Тамара Яренко — Верка, жительница деревни
- Татьяна Ташкова — Лида, жена Степана
- Пётр Тодоровский — эпизод